# Сондос
Сондос (перс. سندس) — село в Ірані, у дегестані Рахматабад, у бахші Рахматабад-о-Блукат, шагрестані Рудбар остану Ґілян. За даними перепису 2006 року, його населення становило 217 осіб, що проживали у складі 66 сімей.

## Клімат
Середня річна температура становить 14,39°C, середня максимальна – 27,65°C, а середня мінімальна – 0,07°C. Середня річна кількість опадів – 722 мм.
| Клімат поселення                              | Клімат поселення | Клімат поселення | Клімат поселення | Клімат поселення | Клімат поселення | Клімат поселення | Клімат поселення | Клімат поселення | Клімат поселення | Клімат поселення | Клімат поселення | Клімат поселення | Клімат поселення |
| Показник                                      | Січ.             | Лют.             | Бер.             | Квіт.            | Трав.            | Черв.            | Лип.             | Серп.            | Вер.             | Жовт.            | Лист.            | Груд.            |                  |
| Середній максимум, °C                         | 11,63            | 11,05            | 12,75            | 18,48            | 22,05            | 26,07            | 27,47            | 27,65            | 24,30            | 21,08            | 17,26            | 12,66            |                  |
| Середня температура, °C                       | 6,14             | 5,57             | 7,28             | 12,98            | 16,57            | 20,59            | 23,00            | 23,17            | 19,82            | 16,61            | 12,80            | 8,19             |                  |
| Середній мінімум, °C                          | 0,65             | 0,07             | 1,77             | 7,48             | 11,07            | 15,09            | 18,52            | 18,70            | 15,35            | 12,14            | 8,33             | 3,71             |                  |
| Норма опадів, мм                              | 71               | 61               | 74               | 55               | 36               | 21               | 19               | 31               | 59               | 93               | 94               | 108              |                  |
| Середньомісячна швидкість вітру, м/с          | 2.21             | 2.60             | 2.55             | 2.52             | 2.37             | 2.54             | 2.47             | 2.29             | 2.10             | 1.83             | 2.00             | 2.20             |                  |
| Середньомісячна сонячна радіація, кДж/м²·день | 7301             | 9551             | 11622            | 16076            | 20194            | 22486            | 23084            | 19699            | 16483            | 11603            | 8987             | 6996             |                  |
| --------------------------------------------- | ---------------- | ---------------- | ---------------- | ---------------- | ---------------- | ---------------- | ---------------- | ---------------- | ---------------- | ---------------- | ---------------- | ---------------- | ---------------- |
| Джерело:                                      |                  |                  |                  |                  |                  |                  |                  |                  |                  |                  |                  |                  |                  |